# Charlize Eilerd
Charlize Eilerd (* 15. März 2002) ist eine südafrikanische Sprinterin und Hürdenläuferin, die sich auf die 100-Meter-Distanz spezialisiert hat.

## Sportliche Laufbahn
Erste internationale Erfahrungen sammelte Charlize Eilerd im Jahr 2019, als sie bei den Jugendafrikameisterschaften in Abidjan in 12,24 s den fünften Platz im 100-Meter-Lauf belegte. 2021 schied sie bei den U20-Weltmeisterschaften in Nairobi mit 11,97 s im Halbfinale aus und belegte mit der südafrikanischen 4-mal-100-Meter-Staffel in 45,05 s den sechsten Platz und auch mit der 4-mal-400-Meter-Staffel gelangte sie mit 3:43,16 min auf Rang sechs. Zudem verhalf sie der Mixed-Staffel zum Finaleinzug. Im Jahr darauf klassierte sie sich bei den Afrikameisterschaften in Port Louis mit 13,99 s auf dem siebten Platz im 100-Meter-Hürdenlauf. Zudem gewann sie in 44,87 s gemeinsam mit Marzaan Loots, Banele Shabangu und Phindile Kubheka die Silbermedaille in der 4-mal-100-Meter-Staffel hinter dem Team aus Nigeria.

## Persönliche Bestzeiten
- 100 Meter: 11,67 s (+2,0 m/s), 17. Juli 2021 in Mendrisio
- 200 Meter: 24,24 s (+1,5 m/s), 9. Februar 2019 in Pretoria
- 100 m Hürden: 13,81 s (−0,4 m/s), 13. April 2022 in Johannesburg